# Phyllomys lamarum
Phyllomys lamarum је врста глодара из породице Echimyidae.

## Распрострањење
Ареал врсте је ограничен на једну државу. Бразил је једино познато природно станиште врсте.

## Станиште
Станиште врсте су шуме. 

## Угроженост
Подаци о распрострањености ове врсте су недовољни.